# Sínodos de Roma (731)
Os Sínodos de Roma em 731 foram dois sínodos realizados na Basílica de São Pedro no ano de 731, sob a autoridade do Papa Gregório III, para defender a prática da veneração dos ícones. 

## Primeiro Sínodo
Após a eleição do Papa Gregório III como Bispo de Roma, em fevereiro de 731, ele escreveu uma série de cartas ao imperador bizantino iconoclasta Leão III, expressando sua condenação à prática do iconoclasmo e à perseguição aos veneradores tradicionais de imagens religiosas no oriente. Gregório entregou as cartas a um enviado, um padre chamado Jorge, com ordens de entregá-las diretamente ao imperador oriental. No entanto, ao chegar a Constantinopla, Jorge teve medo de provocar a ira do imperador e, assim, voltou a Roma sem ter entregue as cartas.
Enfurecido pelas ações de Jorge, o papa Gregório convocou um sínodo antes de outubro de 731, com a intenção de despojar Jorge de seu sacerdócio. No entanto, o Sínodo, depois de confirmar a importância de expressar a oposição da Igreja Romana à iconoclastia, recomendou que Jorge fosse apenas repreendido. Ele deveria fazer uma penitência por sua falta de vontade de completar sua tarefa designada e pelo papa para despachá-lo novamente ao imperador Leão III com as cartas do papa.

## Segundo Sínodo
Quando Jorge retomou sua comissão, ele chegou até a Sicília, onde foi preso pelo estratego Sérgio  por ordem de Leão e mantido na prisão por mais de um ano. Em resposta a isso, Gregório convocou um novo sínodo que se reuniu em Roma, no santuário de São Pedro, em 1º de novembro de 731. Participaram 93 bispos ocidentais, incluindo Antonio, Patriarca de Grado e João, Arcebispo de Ravena. Também estavam presentes todos os clérigos inferiores romanos presentes na cidade na época, bem como um bom número da nobreza romana. A presença do arcebispo de Ravena no sínodo era uma indicação clara de até que ponto a iconoclastia de Leão havia ofendido até seus apoiadores na Itália.
O sínodo emitiu uma decisão, descrevendo a posição romana tradicional articulada por papas anteriores, em apoio à veneração por ícones e condenou o iconoclastia como uma heresia. Eles também decretaram que: 
 ”Se alguém, no futuro, tirar, destruir ou desonrar as imagens de Nosso Senhor Deus e Salvador Jesus Cristo, de Sua Mãe, a imaculada e gloriosa Virgem Maria ou dos Santos, ele será excluído do corpo e sangue de Nosso Senhor e a unidade da Igreja.” 
 Gregório então confiou uma nova carta em favor de ícones ao Defensor Constantino, que deveria levá-la ao imperador. Ele também foi preso na Sicília e a carta confiscada. Representantes de várias cidades italianas que também tentaram enviar cartas semelhantes a Constantinopla tiveram o mesmo resultado. Gregório fez uma tentativa final, desta vez confiando duas cartas ao seu novo Defensor Pedro, uma para o Patriarca Anastácio de Constantinopla e uma para os dois imperadores, Leão e seu filho Constantino, sem sucesso.
Em resposta à oposição do sínodo à iconoclastia, em 733, Leão enviou uma frota sob o comando das estratégias do Tema Cibirreota, mas naufragou no Mar Adriático. Ele então confiscou o território papal na Sicília e na Calábria e aumentou os impostos lá. Além disso, ele não apenas removeu a Sicília e a Calábria da jurisdição do papa, mas também fez o mesmo com todo o território da antiga prefeitura pretoriana de Ilíria, transferindo-o para a autoridade do Patriarca de Constantinopla, Naquela época, na prática, significava apenas a Grécia bizantina e as ilhas do Mar Egeu, que estavam sob o controle direto do imperador.
O Sínodo também decidiu sobre a disputa em andamento sobre a jurisdição dos Patriarcas de Grado e Aquileia. Decidiu que o Patriarca de Grado seria o primado em toda a Venetia e Istria, enquanto o Patriarca de Aquileia apenas manteria o controle eclesiástico sobre Cormons.